# Bubblegumpunk
Bubblegumpunk is een vrij breed opgevatte stijl binnen de (pop)punk die min of meer wordt gekenmerkt door lichte raakvlakken met bubblegummuziek. De stijl manifesteerde zich vooral als vroege vorm van poppunk uit de jaren zeventig en tachtig van de 20e eeuw. Binnen de stijl wordt vaak enige overlap of verwantschap aangetroffen met garagerock, protopunk en powerpop; voorts komen er binnen de stijl ook uitstralingen voor naar glampunk, glamrock, new wave, hardrock en skatepunk. Over het algemeen wordt bubblegumpunk in retrospectief vaak bestempeld als een old-school genre.
Opvallend is dat relatief weinig bubblegumpunkfans en -artiesten de naam 'bubblegumpunk' gebruik(t)en om de stijl mee aan te duiden. Dit komt vooral doordat de stijlnaam 'bubblegum(muziek)' regelmatig als pejoratief werd gebruikt door mensen die de muziek bestempelde als kinderachtig en wegwerpbaar, 'zoals het kauwgomtype bubblegum'. Deze connotatie werd door sommige bubblegumpunkbands juist omarmd en sloot goed aan op de vaak (absurd-)humoristische inslag, zoals bijvoorbeeld bij The Dickies.

## Thematiek
De thema's in de songteksten van de stijl houden (net als bij bubblegum) relatief vaak verband met het tienerleven. In tegenstelling tot bubblegum worden de teksten in bubblegumpunk doorgaans als alternatiever, ondeugender of uitzinniger beschouwd, waarbij 'wat meer de grenzen worden opgezocht'. Vaak zijn er in meer of mindere mate provocatieve, absurdistische, activistische of absurd-humoristische elementen in verworven.